# Chad Reed

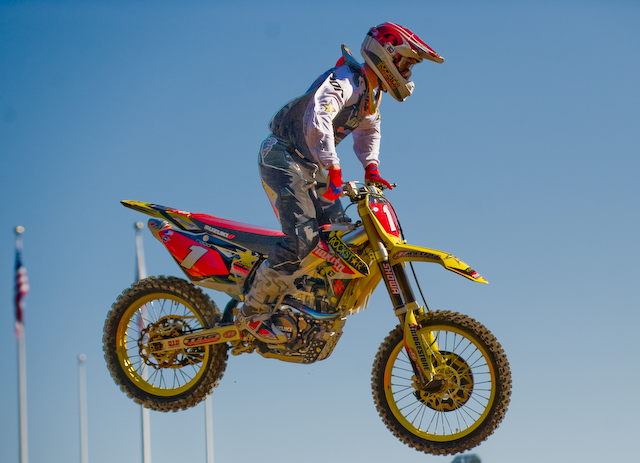
Chad Reed 2009

Chad Reed, född 15 mars 1982 i Kurri Kurri, Australien, är en australisk motocross- och supercross-förare. Han har bland annat blivit världsmästare i Supercross 2008 och vunnit AMA Motocross Championship 2009. År 2011 startade han ett eget team som heter Two Two Motorsports och har nått framgång genom att bli tvåa i AMA Supercross Championship 2011.